# Мирный (Томская область)
Ми́рный — посёлок в Томском районе Томской области. Административный центр Мирненского сельского поселения.

## География
Посёлок Мирный расположен на реке Ушайка, в 2 километрах к юго-востоку от административного центра области — города Томска.

## Население
| 2002  | 2008  | 2009  | 2010  | 2011  | 2012  | 2013  | 2014  | 2015  |
| ----- | ----- | ----- | ----- | ----- | ----- | ----- | ----- | ----- |
| 1147  | ↘1121 | ↘1118 | ↗1256 | ↗1263 | ↗1314 | ↗1348 | ↗1367 | ↗1377 |
| 2021  |       |       |       |       |       |       |       |       |
| ↗1558 |       |       |       |       |       |       |       |       |

## Транспорт
Посёлок имеет устойчивое автомобильное сообщение с другими населёнными пунктами поселения, в частности: Большим Протопоповым и Малым Протопоповым, а также аэропортом Богашёво и Кировским районом областного центра (Степановкой). Кроме того, имеется автомобильная дорога от Мирного до Советского района Томска (Заварзина), но она имеет сезонный характер эксплуатации (возможность передвижения по ней зависит от времени года и погодных условий). 

### Общественный транспорт
Через Мирный курсирует автобусный маршрут № 510 (Томск — Басандайка).

## Инфраструктура
Средняя школа, детский сад, дом культуры и другие[какие?] организации.

## Улицы
Улицы: Лазурная (в составе микрорайона Мирного), Дорожная, Живописная, Крутая, Мира, Набережная, Осенняя, Первомайская, Раздольная, Родниковая, Садовая, Солнечная,Тихая, Трудовая, Ягодная;
Переулки: Гаражный, Майский, Новый;
Микрорайоны: Мирный (включая Лазурную улицу), Молодёжный;
Кроме того, имеются дома (владение 2), не приписанные ни к одной из улиц.

## Галерея

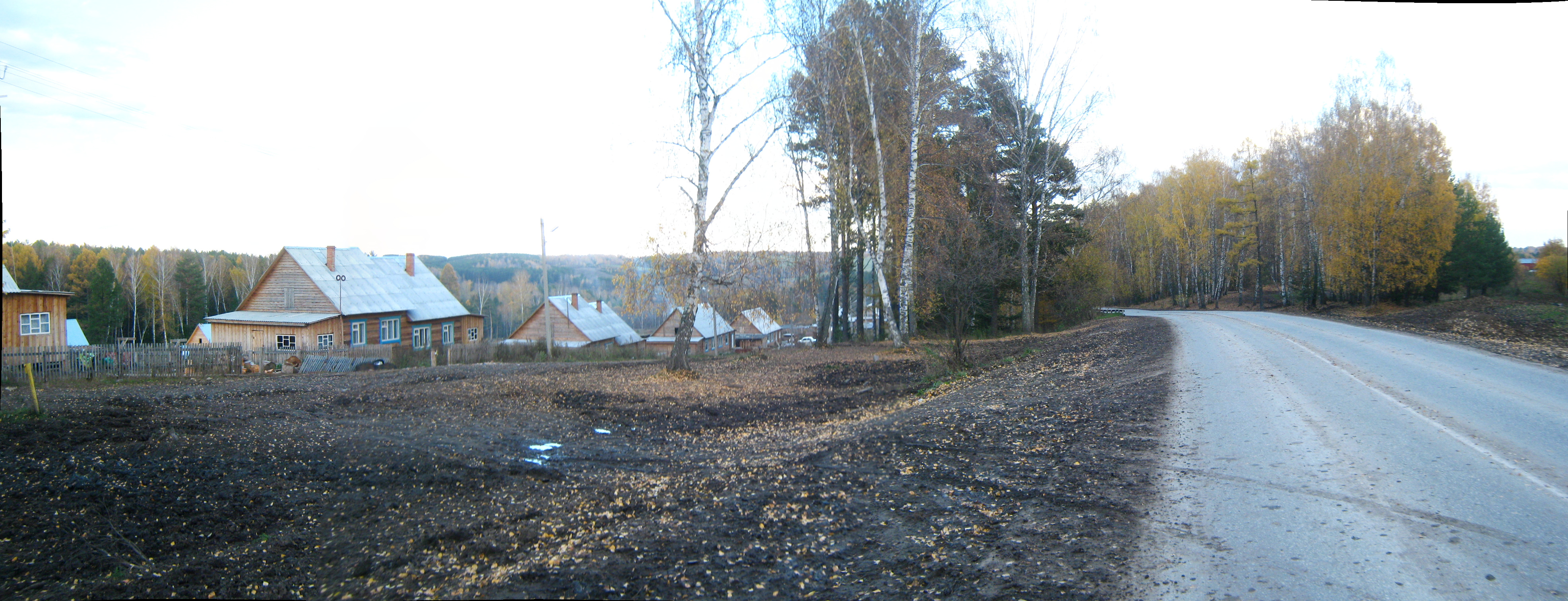
Новостройка 2010 года в Мирном.
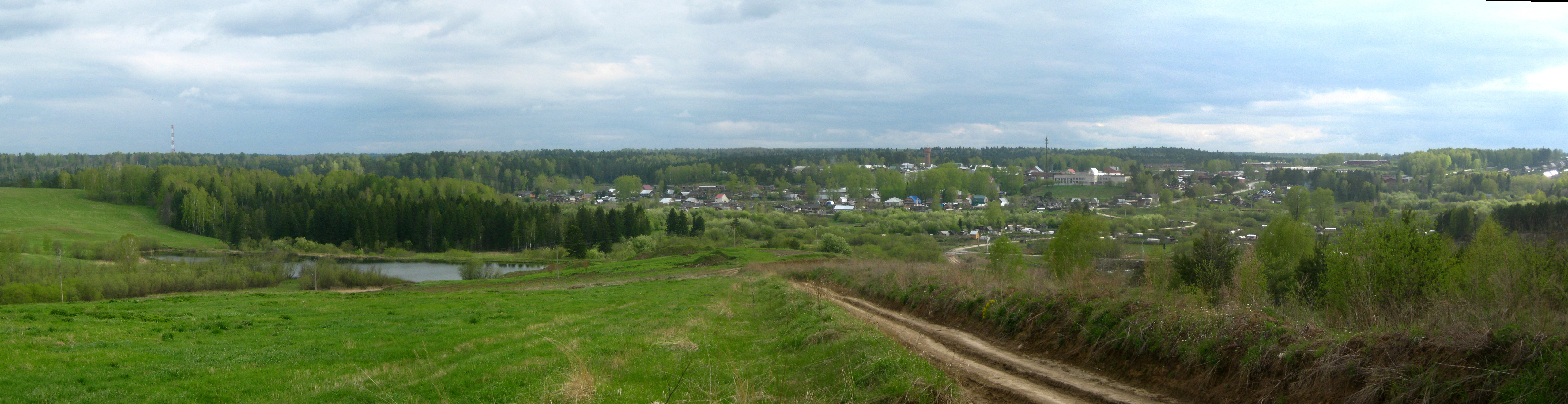
Вид на посёлок с дороги на Заварзино.
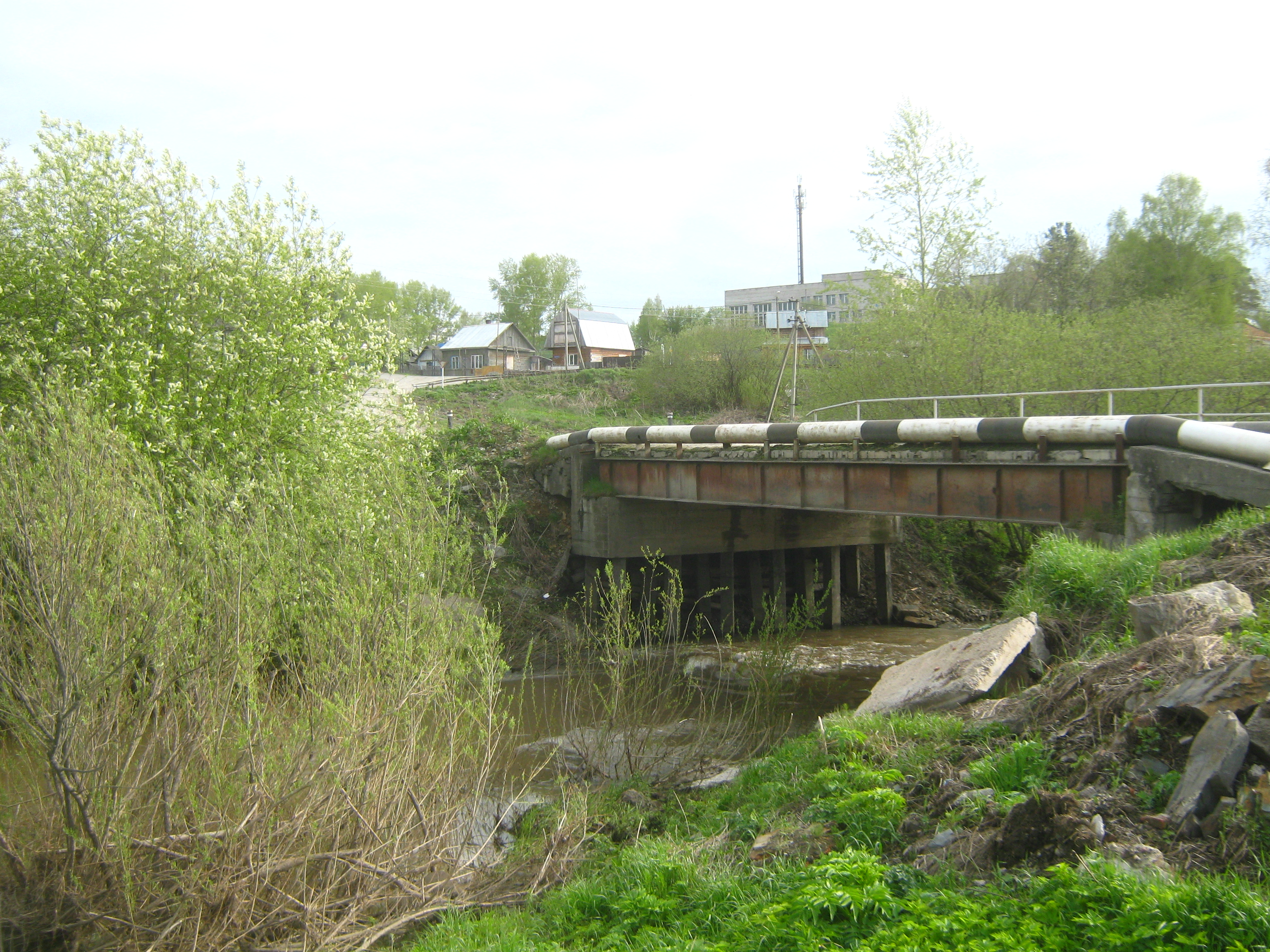
Мост через Ушайку.